# Chromatomyia primulae
Chromatomyia primulae är en tvåvingeart som beskrevs av Robineau-desvoidy 1851. Chromatomyia primulae ingår i släktet Chromatomyia och familjen minerarflugor.
Artens utbredningsområde är Frankrike. Arten har ej påträffats i Sverige. Inga underarter finns listade i Catalogue of Life.